# 异兽亚纲
异兽亚纲（希腊语：Allotheria，意思是其它的野兽，由allos（其它）和therion（野兽）结合的词），是一类繁盛于中生代的哺乳动物分支。其最重要的特征是下颚上具有两列纵向尖端，为了草食性而特化的大臼齿。异兽亚纲包括了多瘤齿兽目和贼兽目，也可能包括冈瓦那兽目。
异兽亚纲的动物骨盆狭窄，反映出它们可能和有袋类一样生产体型细小尚未发育完全的仔兽。

## 定义
雖然確信本群沒有胎盤，但因為本群動物早已絕滅，無法確認其生育方式是卵生、卵胎生、有袋類，所以難以歸類。
马什在1880年为异兽亚纲分类时将其归到有袋下纲，后在1997年由麦肯那和贝尔将其独立为一个亚纲，最近的看法多半認為應當歸入原獸亞綱中的一個次亞綱稱後獸次亞綱。

## 扩展阅读
Zofia Kielan-Jaworowska, Richard L. Cifelli, and Zhe-Xi Luo, Mammals from the Age of Dinosaurs: Origins, Evolution, and Structure (New York: Columbia University Press, 2004), 249.